# Гейдж (округ)
Округ Гейдж (англ. Gage County) — округ, расположенный в штате Небраска (США) с населением в 22 311 человек по статистическим данным переписи 2010 года. Столица округа находится в городе Биатрис.

## История
Округ Гейдж был образован в 1854 году на прежней территории индейского племени ото и получил своё официальное название в честь политического деятеля Уильяма Д. Гейджа.

## География
По данным Бюро переписи населения США округ Гейдж имеет общую площадь в 2227 квадратных километров, из которых 2214 кв. километров занимает земля и 13 кв. километров — вода. Площадь водных ресурсов округа составляет 0,54 % от всей его площади.

### Соседние округа
- Ланкастер (Небраска) — север
- Ото (Небраска) — угол на северо-востоке
- Джонсон (Небраска) — северо-восток
- Пони (Небраска) — юго-восток
- Маршалл (Канзас) — юго-восток
- Вашингтон (Канзас) — юго-запад
- Джефферсон (Небраска) — запад
- Салин (Небраска) — северо-запад

## Демография
По данным переписи населения 2000 года в округе Гейдж проживало 22 993 человека, 6204 семьи, насчитывалось 9316 домашних хозяйств и 10 030 жилых домов. Средняя плотность населения составляла 10 человек на один квадратный километр. Расовый состав округа по данным переписи распределился следующим образом: 97,69 % белых, 0,32 % чёрных или афроамериканцев, 0,58 % коренных американцев, 0,28 % азиатов, 0,03 % выходцев с тихоокеанских островов, 0,84 % смешанных рас, 0,26 % — других народностей. Испано- и латиноамериканцы составили 0,85 % от всех жителей округа.
Из 9316 домашних хозяйств в 30,30 % — воспитывали детей в возрасте до 18 лет, 56,70 % представляли собой совместно проживающие супружеские пары, в 7,10 % семей женщины проживали без мужей, 33,40 % не имели семей. 29,20 % от общего числа семей на момент переписи жили самостоятельно, при этом 15,00 % составили одинокие пожилые люди в возрасте 65 лет и старше. Средний размер домашнего хозяйства составил 2,36 человек, а средний размер семьи — 2,91 человек.
Население округа по возрастному диапазону по данным переписи 2000 года распределилось следующим образом: 24,00 % — жители младше 18 лет, 7,70 % — между 18 и 24 годами, 26,30 % — от 25 до 44 лет, 22,80 % — от 45 до 64 лет и 19,20 % — в возрасте 65 лет и старше. Средний возраст жителей округа составил 40 лет. На каждые 100 женщин в округе приходилось 94,10 мужчин, при этом на каждых сто женщин 18 лет и старше приходилось 91,40 мужчин также старше 18 лет.
Средний доход на одно домашнее хозяйство в округе составил 34 908 долларов США, а средний доход на одну семью в округе — 43 072 доллара. При этом мужчины имели средний доход в 29 680 долларов США в год против 21 305 долларов США среднегодового дохода у женщин. Доход на душу населения в округе составил 17 190 долларов США в год. 6,60 % от всего числа семей в округе и 8,70 % от всей численности населения находилось на момент переписи населения за чертой бедности, при этом 9,70 % из них были моложе 18 лет и 8,00 % — в возрасте 65 лет и старше.

## Основные автодороги
- US 77
- US 136
- Автомагистраль 4
- Автомагистраль 8
- Автомагистраль 41
- Автомагистраль 43
- Автомагистраль 103
- Автомагистраль 112

## Населённые пункты

### Города и деревни
- Адамс
- Барнстон
- Биатрис
- Блу-Спрингс
- Клэтониа
- Кортленд
- Филли
- Либерти
- Оделл
- Пикрелл
- Виргиния
- Ваймор

### Невключённые общины
- Ланхэм

### Тауншипы
- Адамс
- Барнстон
- Блэкли
- Блу-Спрингс-Ваймор
- Клэтониа
- Илм
- Филли
- Гленвуд
- Грант
- Хановер
- Хайленд
- Холт
- Хукер
- Айленд-Гров
- Либерти
- Линкольн
- Логан
- Мидленд
- Нимаха
- Пэддок
- Риверсайд
- Рокфорд
- Шерман
- Сицили